# Aislinn Hunter
Aislinn Hunter (* 6. Oktober 1969 in Belleville, Ontario) ist eine kanadische Schriftstellerin.

## Leben
Aislinn Hunter studierte Kunst und Geschichte an der University of Victoria. Ihren Master-Abschluss in Kreativem Schreiben erhielt sie an der University of British Columbia und ihren Master-Abschluss in Politikwissenschaften erhielt sie an der University of Edinburgh. Aktuell unterrichtet sie Kreatives Schreiben an der Kwantlen Polytechnic University und promoviert mit einem Thema über Dinglichkeit, insbesondere bei Martin Heidegger, an der University of Edinburgh.
Mit ihren beiden Romanen Into the Early Hours und What's Left Us debütierte Hunter 2001 als Schriftstellerin. Ihr dritter Roman Stay, welcher 2002 erschien, wurde 2013 von der deutschen Filmemacherin Wiebke von Carolsfeld verfilmt.
Für Stay stand sie auf der Shortlist des kanadischen Books in Canada First Novel Award. Für Into the Early Hours und The Possible Past wurde sie jeweils für den Dorothy Livesay Poetry Prize nominiert. 2015 erhielt sie für ihr Buch The World Before Us den Ethel Wilson Fiction Prize.

## Werke (Auswahl)
- Into the Early Hours, Polestar, 2001, ISBN 1-55192-498-6
- What's Left Us, Raincoast 2001, ISBN 1-55192-412-9
  - Französische Übersetzung durch Carole Noël: Ce qu'il nous reste ISBN 2-922868-17-6
- Stay, Raincoast 2002, ISBN 1-55192-568-0
- The Possible Past, Polestar 2004, ISBN 1-55192-721-7
- A Peepshow with Views of the Interior, Palimpsest Press 2009, ISBN 978-0-9784917-6-5
- The World Before Us, Hogarth : London, New York 2014, ISBN 978-0-5534185-2-1

## Auszeichnungen und Nominierungen
- 1996: Nominierung, Journey Prize
- 1996: Nominierung, National Book Award (fiction)
- 2000: Nominierung, National Magazine Award
- 2002: Gerald Lampert Award, Into the Early Hours
- 2002: Shortlist, Danuta Gleed Literary Award, What's Left Us
- 2002: Nominierung, Dorothy Livesay Poetry Prize, Into the Early Hours
- 2003: Nominierung, Books in Canada/Amazon First Novel Award, Stay
- 2002: Shortlist, ReLit Award, What's Left Us
- 2004: Shortlist, Dorothy Livesay Poetry Prize, The Possible Past
- 2004: Shortlist, Pat Lowther Award, The Possible Past
- 2004: Shortlist, ReLit Prize for Poetry, The Possible Past
- 2015: Ethel Wilson Fiction Prize, The World Before Us